# Robot Hall of Fame
Die Robot Hall of Fame ist eine im Jahr 2003 von der School of Computer Science der Carnegie Mellon University ins Leben gerufene Ruhmeshalle. In ihr werden sowohl herausragende Entwicklungen auf dem Gebiet der Roboter-Technologie gewürdigt, als auch Roboter aus dem Science-Fiction-Bereich, die als kreative Inspirationen für die Robotik dienten.
Die Roboter werden von einer Jury ausgewählt, die aus internationalen Gelehrten, Wissenschaftlern, Schriftstellern und Designern besteht. Die Mitglieder der Jury werden von James H. Morris, dem Dekan der Carnegie Mellon West, bestimmt. Zu den bisherigen Jury-Mitgliedern gehören unter anderem Minoru Asada, Gordon Bell, Arthur C. Clarke, Ray Jarvis, Steve Wozniak und Will Wright.
Die Nominierungen werden aus vielen verschiedenen Quellen ausgewählt, darunter die offizielle Website der Ruhmeshalle.
Die Ernennung neuer Mitglieder findet im Rahmen einer feierlichen Zeremonie statt, die von der School of Computer Science der Carnegie Mellon University gemeinsam mit dem Robotics Institute und dem Entertainment Technology Center veranstaltet wird.

## Mitglieder

### 2003
- HAL 9000 (aus dem Film 2001: Odyssee im Weltraum – fiktiv)
- Mars Pathfinder Sojourner Rover (von der NASA – real)
- R2-D2 (aus dem Star-Wars-Universum – fiktiv)
- Unimate (General Motors – real)

### 2004
- ASIMO (Honda Motor Co., Ltd. – real)
- Astro Boy (aus dem gleichnamigen Manga – fiktiv)
- C-3PO (aus dem Star-Wars-Universum – fiktiv)
- Robby (aus dem Film Alarm im Weltall – fiktiv)
- Shakey (Stanford Research Institute – real)

### 2006
- Maria (aus dem Film Metropolis – fiktiv)
- Gort (aus dem Film Der Tag, an dem die Erde stillstand – fiktiv)
- David (aus dem Film A.I. – Künstliche Intelligenz – fiktiv)
- Aibo (Sony – real)
- Selective Compliance Assembly Robot Arm (kurz SCARA – real)

### 2008
- Data (aus Star Trek – fiktiv)
- Raibert Hopper (Marc Raibert / Carnegie Mellon University – real)
- NavLab 5 (Carnegie Mellon University – real)
- Lego Mindstorms (Lego – real)

### 2010
- Spirit und Opportunity (NASA-Mars-Rover – real)
- Roomba (iRobot – real)
- DaVinci Medical Robot (Intuitive Surgical – real)
- Huey, Dewey und Louie (Lautlos im Weltraum – fiktiv)
- T-800 (Terminator – fiktiv)

### 2012
- Nao (Aldebaran Robotics – real)
- PackBot (iRobot, Bombenentschärfungsroboter – real)
- BigDog (Boston Dynamics – real)
- WALL·E (fiktiv)

### 2015
- Robot (B-9) (aus der Fernsehserie Verschollen zwischen fremden Welten – fiktiv)

### 2017
- The Iron Giant  (Der Gigant aus dem All – fiktiv)

### 2021
- Crow T. Robot (aus der Fernsehserie Mystery Science Theater 3000 – fiktiv)
- Tom Servo (aus der Fernsehserie Mystery Science Theater 3000 – fiktiv)